# Mats Lundahl
Mats Lundahl, född 11 maj 1946, är en professor i nationalekonomi vid Handelshögskolan i Stockholm. Mats Lundahls verksamhet är med inriktning mot utvecklings- och biståndsfrågor. Lundahl är också en aktiv debattör i dessa frågor. 

## Publikationer (ett urval)
- Är Sveriges bistånd effektivt? Medförfattare: Enrique Ganuza. SNS Förlag 1995
- Utvecklingsekonomi 1. Underutvecklingens mekanismer. Urval och kommentarer av Mats Lundahl och Bo Södersten. Stockholm: Aldus, 1974 (andra upplagan 1979)
- Ideologi, ekonomi och politik. Tankar i tiden. En antologi redigerad av Mats Lundahl. Stockholm: Rabén & Sjögren, 1981
- Kleptokrati, socialism och demokrati. Stockholm: SNS Förlag, 1993
- Regleringar, marknader och ekonomisk utveckling. Stockholm: SNS Förlag, 1995
- Mikrobistånd och makroproblem. Internationella Studier, No 2, 1995
- Det nya Sydafrika. Ekonomi och politik efter apartheid. Medförfattare: Lena Moritz. Stockholm: SNS Förlag, 1996

## Lundahl i media
I samband med jordbävningen i Haiti gjorde Dagens Nyheter en intervju med honom med anledning av att han följt landets utveckling i 40 år. I intervjun säger han att landet är i stort behov av omvärldens hjälp, men också att det är viktigt att USA tar ledningen i dessa hjälpinsatser. 
Lundahl medverkade i Filip och Fredriks TV-serie Jorden runt på 6 steg där han utgör en länk mellan en busskonduktör i Bolivia och Leif GW Persson.